# اورسولا کاروسیت
اورسولا کاروسیت (آلمانی: Ursula Karusseit; ۲ اوت ۱۹۳۹ – ۱ فوریهٔ ۲۰۱۹) هنرپیشه اهل آلمان بود.
از فیلم‌ها یا برنامه‌های تلویزیونی که وی در آن نقش داشته‌است می‌توان به انتحاری اشاره کرد.